# うらないっこフーセンガム
うらないっこフーセンガムとは、江崎グリコが発売しているコーラ味のガムである。

## 歴史

### 初代～4代目
- 初代 - 箱印刷＋透明シュリンクから
- 2代目 - 2002年2月19日リニューアル 250種類
- 3代目 - 220種類
- 4代目 - 2006年7月26日リニューアル 250種類

### 5代目
- 2009年7月14日リニューアル
- パッケージ 箱印刷＋印刷シュリンクに変更 8種類 （パンダ 猿 ライオン 朱雀 猫 牛 象 赤いドラゴン）
- 250種類 まっかっか棒（ヤバ吉）あり

#### キャラクター
10種類（パッケージに描かれている紅白の死神に取り除く）
天界
- 青いカンフーの女の子のパンダ
- 赤い炎の猿
- 雷神のライオン
- 朱雀
- 仏様

魔界
- 猫
- ツタンカメーンの黒い牛
- 風神の象
- 赤いドラゴン
- 閻魔大王

### 6代目
1. 初版2010年7月13日リニューアル 
- パッケージ 7種類(黄色い竜 朱雀 青竜 猿 兎 白虎 狼)
- 250種類 まっかっか棒（ヤバ吉のみ）あり

2. 二版2011年7月12日リニューアル
- パッケージ 7種類(青竜 鷹 白虎 朱雀 猿 兎 狸) 7種類
- 300種類 まっかっか棒あり

#### キャラクター
占界全部28種類、版によって24種類